# Гофер (дерево)
Гофе́р, ґофе́р (івр. גפר) — дерево, з деревини якого Бог звелів Ноєві побудувати ковчег.

## Походження назви і версії щодо породи дерева

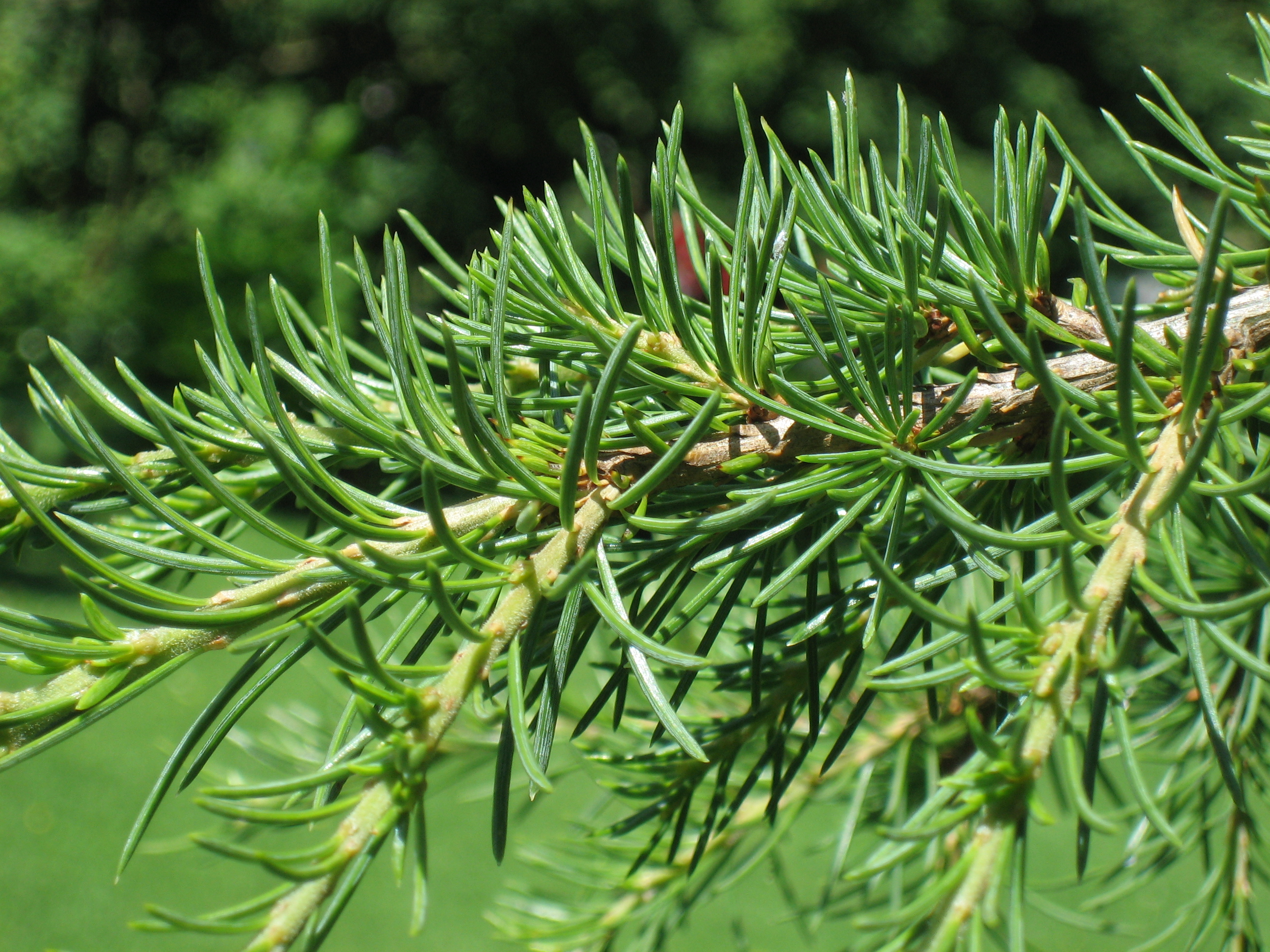
Ліванський кедр

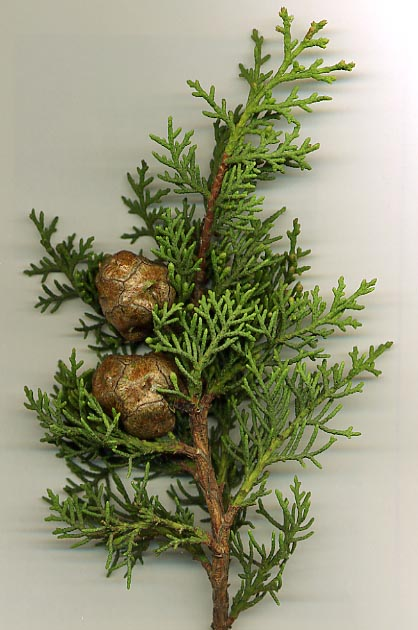
Кипарис вічнозелений

Назва цього дерева перекладається дослівно як: «міцне, смолянисте дерево» . Це слово зустрічається в Біблії всього один раз в цій цитаті: 
|  | Зроби собі ковчега з дерева ґофер... (Бут. 6:14) |

 Більшість тлумачів Священного Писання вважають, що це міг бути кипарис або кедр. До речі, давньогрецька назва кипарису має фонетичну подібність з давньоєврейським словом «ґофер». Кипарис вважався найміцнішим та найтвердішим деревом та одним з найменш підвладних гниттю і червоточині. Дерева, які називаються сьогодні кипарисами, росли в тій частині світу у достатку вони були улюбленим матеріалом для будівництва кораблів у фінікійців і в Олександра Македонського і залишаються такими аж до цього дня, оскільки вони стійкі до дії води і не гниють. Є відомості про двері і стовпи з кипариса, які простояли 1100 років. Хоча деякі стародавні рабини стверджують що на збудування ковчега пішла кедрова деревина, через її легкість, твердість і значну смолистість а ще тому, що це дерево використовувалось ассирійцями та єгиптянами для суднобудування. Більшість критиків погоджуються в тому, що це було одне із смолистих дерев, що не схильні до гниття і придатні для будівництва кораблів. Отже до можливих дерев, що могли бути названі деревом «гофер» в Біблії відносять: кедр, кипарис, ялину, сосну та ін. хвойні дерева.

## Цікаві факти
На думку деяких рабинів: «дерево гофер було використано тому, що його назва співзвучна назві сірки («гофріт»), з допомогою якої було покарано покоління Потопу».